# Saint-Mards-de-Fresne
 Saint-Mards-de-Fresne  là một xã của tỉnh Eure, thuộc vùng Normandie, miền bắc nước Pháp.